# ジャン＝ベルトラン・アリスティド
ジャン＝ベルトラン・アリスティド（Jean-Bertrand Aristide,  1953年7月15日 - ）は、ハイチの元司祭・元大統領（在任1期前半1991年2月7日 - 9月29日、後半1994年10月15日 - 1996年2月6日、2期2001年2月 - 2004年2月29日（法的には任期未了））。
元サレジオ会司祭で、解放の神学の熱心な実践者であった。退会後、政治活動に身を投じ期待されて民主的な選挙で選ばれた初の大統領となった。貧困層を支持母体に教育の普及に努めた。評論家の中には「彼が独裁者となり、不人気であったために2度打倒された」と看做す者もいる。1度目は1991年9月の軍事クーデターであり、2度目は2004年2月の元軍人が多数参加した反乱である。軍事政権の清算が不十分で、国外からの干渉を受け続け、各地で軍事政権の残党が蜂起したのに対し、アリスティドはこれらの一部を弾圧し殺害した（その前後に多くの支持者が暗殺された）。内戦が激化し、最終的にアメリカの手配した飛行機によって中央アフリカへ脱出した。2期目の終焉となった2004年2月のクーデターについて、亡命先の南アフリカで本人は「米国とフランスによる誘拐であり、自分が法的で正統な大統領である」と訴えている。

## 教育及び司祭として
アリスティドは1953年7月15日ポール＝サリューで生まれた。ポルトープランスで教育を受け、1974年にノートルダム大学に進んだ。それからドミニカ共和国のラベガで修練期の養成を受けハイチに戻り、ハイチ国立大学で心理学、ノートルダムの大学院で哲学を専攻した。1979年に大学院の研究を終えた後に、イタリアとイスラエルで学びつつ、ヨーロッパを旅行した。アリスティドは1983年に彼の叙階式のためにハイチに戻った。
アリスティドはポルトープランスの小さな小教区の助任司祭に任じられ、ついで少し大きなラサリーヌというスラムを含んだ小教区へ転属となり、「小さいアリスティド」という意味のティティドあるいはティティというクレオールの愛称を得た。解放の神学の実践において彼はハイチのカトリック教会のよりラディカルな派（クレオールで小さな教会を意味する「ti legliz」）の指導的な人物となり、国営カトリックラジオの放送で自らの説教を流すようになった。デュバリエ政権は彼を繰り返し黙らせようとした。1986年4月の政権の崩壊だけが彼を救った。1988年9月アリスティドはサレジオ会から「憎しみと暴力、階級闘争の高揚を煽っている」とされ追放された。
1995年アリスティドは司祭職を離れた。1996年米国籍のミルドレ・トゥルイヨと結婚し、彼女との間に2人の娘がいる。

## 最初の大統領職とクーデター

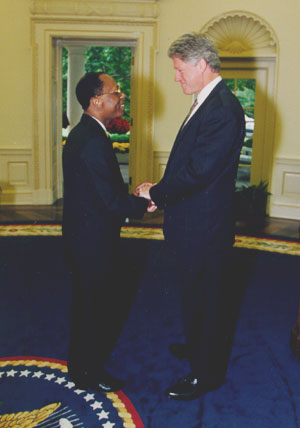
ビル・クリントン米大統領と（1994年）

暴力により妨害された1987年の国政選挙に続いた、1990年の選挙は慎重に準備された。アリスティドは大統領選挙への立候補を宣言し、その後6週間の選挙運動で彼の支持者の「Lavalas」（ハイチ系のクレオール語で洪水あるいは急流）は「小さい聖職者」に票の67%を与え12月16日大統領に選出した。同時に立候補していた候補マルク・バザンの得票は14%だった。
アリスティドは1991年2月7日に就任し、米海兵隊の抑圧下での1987年のボイコット選挙で選ばれたレスリー・マニガに次ぐハイチで2人目の民選大統領となった。そしてマニガ同様1年に満たずに9月30日に軍のラウル・セドラによるクーデターで職を逐われた。ボートピープルの大量脱出がそれに続いた。米国沿岸警備隊は1991年 - 1992年の間にその前の10年間の救助者の合計よりも多い合計41,342人のハイチ人を救助した（95%は後に強制送還）。
アリスティドはその亡命生活をベネズエラと米国で過ごし、国際的な支持を取付けるために奔走した。国連など国際的な圧力の元で軍事政権は譲歩し、米軍を中心とした国際連合ハイチ・ミッションが全土に展開した。1994年10月15日アリスティドはハイチに戻り職務に復帰した。軍事政権はハイチの弱い経済に強い一撃を与えた。アリスティドは経済対策に任期の多くを費やした。アリスティドはまた米州学校出身の軍の将校を追放し、代わって警察部隊を創設した。1995年6月の国会選挙では多党連合であるラヴァラ政治機構OPL（Organisation Politique Lavalas）が圧勝した。
アリスティドの最初の任期は1996年2月に終わり、憲法上彼が連続した任期を務めることは認められていなかった。アリスティドは彼が次の選挙の前に追放で失った3年を務めるべきか、または彼の就任の日付から在任期間が厳密に数えられるべきか、に関して幾つかの論争があった。米国の圧力の元で今回は後者であるべきだと決められた。アリスティドの際立った協力者で1991年以来アリスティドの下で首相を務めたルネ・ガルシア・プレヴァルが1995年の大統領選挙で88%の得票で当選した。これはハイチ史上で初めての平和的で民主的な権力の移行だった。

## 2期目の大統領職と反乱
1996年の終わりにアリスティドはOPLから分かれて新党ラヴァラの家族（Fanmi Lavalas, FL）を結成した。上下院ともで多数を占めたOPLは後に略称はそのままで「闘う人民機構」（Organisation du Peuple en Lutte）に改称した。1997年4月の上院選挙は登録有権者の約5%のみの投票で、不正投票の主張で悩まされたプレヴァル政権は選挙結果の受入れを拒否した。
次の2000年3月の選挙も国会全体で同様のことが起こった。反アリスティド派の所有するラジオ局は投票率が約10%だと伝えた。選挙管理委員会と国際監視団は約60%と発表した。FLが大勝したが、開票する際に暫定選挙委員会（Conseil Electoral Provisoire, CEP）によって使用された方法は野党から拒絶され選挙の無効が要求された（その野党は「民主的結束」（Convergence Democratique, CD）として連合した）。
アリスティドは2000年11月の大統領選挙で91.8%の得票で当選した。殆どの反対派は公正な機会が得られないと主張してこの選挙をボイコットした。選挙後米州機構は選挙が不公平であり、票を数える方法論で失敗したという報告を提出した。アリスティドの支持者は、OAS 報告書がただ大統領の政策への敵意のみに基づいて米国により企図されたものだと非難した。また彼らは、何故あらかじめ開票の過程を意識していた組織が選挙結果が出るまで方法論に異議を唱えずに待ったのか疑問を呈した。国際組織の独立監視団（私設のボランティア組織）は選挙がスムーズに行われたと報告し、彼らは不正が行われなかったと証言した。しかし、西側の政府の大半が選挙にあからさまな不正があったと非難した。反応として「アリスティド政権が不正であり金が浪費されると恐れて」クリントン政権は米州開発銀行からハイチへの5億$の貸与を妨げるために欧州連合と共に働きかけた。ブッシュ政権は拒否権の行使という形でこれを実行した。
2001年2月7日アリスティドは2期目の大統領として宣誓した。同じ日CDはメトル・ジェラール・グルグを宣誓の上で「新暫定政府」の代表に就任させた。アリスティドはCEPの改革に合意したが、反対派の支持者を新体制に組込むことはしなかった（選挙無効の主張時に2人が自ら辞任している）。ジャン＝マリ・シェルスタは2001年3月に新首相に就任した。CDはこれらを拒絶し、その対応として政権はグルグを逮捕しようとした。政治上の支配が不安定なのに併せ経済も不調だった。アリスティドは反対派と妥協を図り、選挙で不正があったと主張された上院議員（与党7人野党1人）が2001年6月に辞職したが、FLとCDの話合いは合意に至らなかった。2001年12月中旬にクーデターが試みられた。経済が落ち込み続けシェルスタは2002年1月に辞職した。3月15日アリスティドは後任の首相にイヴォン・ネプチューンを任命した。
反アリスティド派の反対により2003年後半に予定されていた選挙は実施されなかった。その結果ほとんどの議員の任期は1月に期限が切れ、アリスティドは布告による政権運営を強いられた。彼は6ヶ月以内の選挙を約束したが、反対派はアリスティドの辞任以外を拒絶した。
2004年アリスティドに批判的なジャーナリストは攻撃や脅迫を受けた。テロの風潮は2人のジャーナリストの殺害事件の刑罰の免除によって支えられた。アリスティドはテレビへの支配を広げたが、ラジオは最もポピュラーなニュースメディアであり続けた。また報道は暴力の犠牲者だった。国境なき記者団は2003年にジャーナリストに対して約30件の脅迫や攻撃を記録した（2004年には700件が報告されている）。
この年に状況は一層悪化した。アリスティドは反アリスティド派とそのメディアに対抗する手段として一部で「シメール」（怪物）として知られるギャング団の構成員の力に頼った。また彼の政権は反対派から「特殊部隊を持ち、秘密警察部隊はデュバリエ父子（1957年 - 1986年）の下のトントン・マクート、セドラ軍政（1991年 - 1994年）下のアタシェのように政権の汚い仕事（拷問と処刑）を担い、市民から強奪した。彼が過去に戦った独裁者のように元貧民街の聖職者アリスティドは抗議に対応して断固たる処置を取った」と評される。彼の退陣を求めるデモに対して数十人の人々がシメールにより殺傷されたとされる。
アミオ・メテイェ率いる「人食い軍」と呼ばれ恐れられた民兵組織は2001年12月にゴナイーヴでアリスティド支持を唱え反アリスティド派を虐殺し、2002年7月投獄されたが翌月に脱獄し反アリスティド派への襲撃を繰り返した後2003年9月自身も惨殺された。それ以降弟のビタ・メテイェは「ハイチ解放国民革命戦線」を名乗り反アリスティドに転じた。
2004年1月に反アリスティド派支持者とアリスティド支持者の間の暴力が急激に拡大した。2004年2月5日にアリスティドに対する主な反乱の始まりとなった「革命再建抵抗戦線」と自称した反乱軍がハイチの4番目に大きい都市ゴナイーヴを支配下に治めた。2月22日までに元警察本部長で2000年10月のクーデター首謀者であったギ・フィリップ率いる反乱軍がハイチの2番目に大きい都市カパイシャンを占領した。ハイチは反乱軍に占拠された北と政府に維持された南とに実上分割された。反乱軍が使用した重火器 (M16、M60) その他の装備はドミニカ共和国経由で米国から提供されていたため、マイアミのアリスティドの弁護士は「軍事クーデター」だと非難した。
2月末までに反乱軍はポルトープランスまで数マイルにまで迫った。またそれまでにアリスティドが最低賃金を引上げたことへの反対からハイチの政治に介入し「民主主義プラットホーム」を組織していた米国籍のレバノン人企業主アンドレ・アパイドは平和的行動を装って挑発しアリスティッドへの非難を呼ぶことを画策した。

## ハイチ出国
2004年2月29日早朝アリスティドは後にフランスと米国政府の命に依ると判明した米国が派遣した飛行機で中央アフリカへ飛立った。この出国にまつわる事情に関しては論争がある。
2004年4月の『ワシントン・タイムズ』によれば
政権離脱を強要するように共謀した合衆国とフランスを起訴するアリスティド氏は、先週アフリカへの彼のフライトに関する「殺人の脅迫、誘拐、および監禁」の罪で無名のフランス将校を起訴し、パリで訴訟を起こした。
ブッシュ政権は、アリスティド氏が直接助けを求めて自発的に米国の飛行機に搭乗した、と主張する。「彼は自身で自発的に辞表を作成して署名し、彼の妻と彼自身の警護員と共に自ら出国した。」と、パウエル氏は語った。
多くのメディア情報筋がアリスティドが辞職し、南アフリカに亡命を拒否されたと報じた。2004年3月1日米国カリフォルニア州選出の国会議員マクシン・ウォーターズは、アリスティドと家族的に友人であるランダル・ロビンソンによれば、アリスティドが隠し持った携帯電話を使って彼らに語ったところでは、彼が合衆国外交官と海兵隊に強いられ彼の意志に反し辞職し、彼は自らの意志に反して誘拐され正体不明な武装軍人の護衛により人質として監禁され続けた、とそれぞれ報告した。アリスティドが中央アフリカ共和国でフランス人将校に護衛されているかどうか尋ねた時にフランスの国防相は、アリスティドは保護されているのであり収監されているのではない彼ができるなら離れられる、中央アフリカに滞在する多数のフランス将校はそこでの最近の出来事に対応するために滞在しておりアリスティドの去来を支配しない、と答えた。
マクシン・ウォーターズと別の米国会議員チャールズ・ランゲルは、アリスティドの家の管理人がアリスティドが手錠をかけられ銃口を向けられ連れ去られたと主張したとAFPが報じたが、携帯電話でアリスティドと話したところ、アリスティドは彼が連れ去られる間手錠をかけられていなかったと語った、と報告した。別の報道ではアリスティドの護衛他の通常任務に就いていた米国の重武装した部隊がアリスティドを連行した。アリスティドがCNNに語ったところでは、彼が辞職し飛行機に搭乗してハイチを去るように強要した未確認の民間米国人とハイチ人がいた。
米副大統領ディック・チェイニーと米国務長官コリン・パウエルはアリスティドが自ら辞任したと報告した。AP通信はアリスティドのメディアを通じた抗議が中央アフリカへの圧力を呼んでおり、中央アフリカがアリスティドに米国への非難を止めるように要請したと報じた。
アリスティドは彼が述べた条件「流血が避けられるのなら、私が去ろう」を取り除くかたちで、売り込まれている辞職声明が変更されたとさらに申し立てた。これはアリスティドのオリジナルの声明に関するロイターの翻訳で確認された。1つの文を除いて声明は一語一語一致する。そして条件文が取り除かれている。2004年3月14日フランス及び米国政府の意に反し彼はジャマイカへ向けて中央アフリカを去った。両国は領域での彼の存在がハイチに攪乱効果を持つとしている。米国の在ハイチ大使ジェームス・フォーリーはハイチから少なくとも150マイル常に離れるようアリスティドに「警告」した。コンドリーザ・ライスは彼女が西半球に彼が居ることを望まないと語ったことが報告されている。
ジャマイカに到着した後にアリスティドはフルインタビューに答えた。そこで彼は以下の詳細について非難した（米国はこれらの詳細について肯定も否定もしないが、アリスティドが進んで去ったと主張した）。彼は反乱軍が首都を攻撃した前日の2004年2月28日に米国大使ジェームス・フォーリーに会った。フォーリーはアリスティドがその前の晩にしたように国営テレビ放送で国民に静寂を保つようにアピールしに行くことに同意した。彼が住居に到着したとき、そこは彼が気が引けるほどの、ほぼ米国の「数千」人の部隊に囲まれた。 米国人は彼らがメディアに彼を護衛するかたちで安全を彼に提供すると彼に言った。しかし代わりに米国旗が側にある状態で彼らは彼をまっすぐ白い無印の飛行機に連れて行った。そして完全装備の一度機内の文官風の服に着替えた米国の軍勢に後をつけられて彼はそれに乗込むことを強いられた。機内に彼の妻とスティール財団（民間軍事会社）の19人のメンバーがいた。
アリスティドの証言はパイロットとアリスティドの補佐官フランツ・ガブリエルの2人の目撃者によって直接裏付けられた。また「保護」の詳細について米国人の警備員がアリスティドを誘い出すような逃げ口上でワシントンポストに語った。「それはただのいんちきだ。それは彼らがでっちあげた話だ」。
2004年5月31日アリスティドと彼の家族は黒人議員連盟の米国会議員と共にヨハネスブルグ（南アフリカ）に飛んだ。南アフリカは「一時的に」彼の滞在を認めた。
ハイチからの彼の出国の1年後に宮殿の警護官の長や空港管理者を含む、彼の政権の数人の「高官」が麻薬取引きにより米国政府に逮捕、有罪の宣告を受けた。元大統領に全く責任のない多くの事柄がアリスティドに関連付けられている。
2005年10月22日パウエル前国務長官の元首席補佐官ローレンス・ウィルカーソンはエイミー・グッドマンのインタビューでアリスティドを批評した。

エイミー・グッドマンなぜ大統領（アリスティド）が権力に執着していたと言うのか? 彼はブッシュ大統領がこの国（米国）で得たより確実に票のより高い割合を得たハイチの民選大統領であった人物だ。

ローレンス・ウィルカーソン大佐得票率を民主主義、我々が反映しているところの米国の民主主義制度の類いと同一視しないでくれ。
2010年に発生したハイチ地震の復興支援のために帰国する用意があるとロイター通信を通じて語っている。

## 脚註
1. ↑  エルナンド・カルボ・オスピーナ (2007年7月). “米国民主基金という名の工作機関”. ル・モンド・ディプロマティーク 2024年10月8日閲覧。 {{cite news}}: |date=の日付が不正です。 (説明)⚠
2. ↑  「ハイチのアリスティド元大統領、帰国の用意があると表明」ロイター、2010年1月15日。